# Trolejbus
Trolejbus (eng. trolley-bus) je električno vozilo za gradski prijevoz putnika. Glavni pogon ostvaruje preko elektromotora koji mogu biti istosmjerni serijski ili trofazni asinkroni motori.
Karakteristike ovog vozila su:
- po svom izgledu vrlo je sličan autobusu (ima gumene kotače, i volan - upravljač, kreće se izvan tračnica, iako postoje posebni sustavi vođenja korištenjem tračnica za autobuse)
- u stalnoj je vezi s dvožičnom električnom kontaktnom mrežom preko dvije trole (oduzimači struje) čija je dužina oko 6 metara
- ima mogućnost bočnog kretanja u odnosu na os kontaktne mreže oko 5 metara (zbog mogućnosti promjene prometne trake na ulici ili zaobilaženja prepreka)

Osnovna podjela
Prema osnovnoj podjeli trolejbusi se dijele na dvoosovinske s jednodjelnom karoserijom i troosovinske zglobne s dvodjelnom karoserijom, a osim njih postoje i trolejbusi na kat te trolejbusi s prikolicom.
Ostale izvedbe trolejbusa
Osim glavnog pogona i upravljanja postoje i trolejbusi:
- s pomoćnim vučnim pogonom (za slučaj kvara glavnog pogona)
- s dvojnim pogonom, odn. Diesel motorom s električnim generatorom ili akumulatorima (služe za vožnju na dijelovima trase gdje nema kontaktne mreže)
- trolejbusi s automatskim vođenjem po unaprijed određenoj trasi (unutar posebnih tračnica-vodilja koje automatski mijenjaju smjer kretanja, tj. vrše skretanje, ili bez njih)
- trolejbusi upravljani daljinskim upravljanjem.

- Kontaktna mreža trolejbusa
- Trolejbus u Beogradu
- Njemački trolejbus iz 1901. godine
- Treća generacija trolejbusa u Vancouveru

### Poveznice
- Autobus
- Električni autobus
- Zglobni autobus

## Vanjske poveznice
- Trolejbus Hrvatska tehnička enciklopedija, portal hrvatske tehničke baštine. LZMK